# Cardeñajimeno
Cardeñajimeno est un municipio (canton ou municipalité) de la comarca (arrondissement ou pays ou comté) de Alfoz de Burgos, dans la communauté autonome de Castille-et-León, province de Burgos, situé dans le Nord de l’Espagne.
La population du municipio était de 941 habitants en 2010.
Le Camino francés du Pèlerinage de Saint-Jacques-de-Compostelle, dans une variante sud de San Juan de Ortega à Burgos par Castrillo del Val, traverse ce municipio, en passant par sa localité de San Medel.

## Géographie
Cardeñajimeno est à 6 km à l'est de Burgos.

## Démographie
| 1991 |  | 1996 |  | 2001 |  | 2004 |  | 2006 |  | 2007 |  | 2010 |
| ---- |  | ---- |  | ---- |  | ---- |  | ---- |  | ---- |  | ---- |
| 320  |  | 353  |  | 507  |  | 612  |  | 696  |  | 783  |  | 941  |

## Administration
Le municipio regroupe deux agglomérations :
- Cardeñajimeno, le chef-lieu avec ses 577 habitants,
- San Medel, avec 206 habitants

## Culture et patrimoine

### Pèlerinage de Compostelle
Sur le Camino francés du Pèlerinage de Saint-Jacques-de-Compostelle, on vient du municipio de Castrillo del Val sur la variante sud de San Juan de Ortega à Burgos par Castrillo del Val.
Le prochain municipio traversé est celui de Burgos à l'ouest, par la localité de Castañares, sur la même variante sud qui y rejoint une autre variante venant par le nord-est d'Orbaneja Riopico.

## Sources et références
- (es) Cet article est partiellement ou en totalité issu de l’article de Wikipédia en espagnol intitulé « Cardeñajimeno » (voir la liste des auteurs).
- Grégoire, J.-Y. & Laborde-Balen, L., « Le Chemin de Saint-Jacques en Espagne - De Saint-Jean-Pied-de-Port à Compostelle - Guide pratique du pèlerin », Rando Éditions, mars 2006,  (ISBN 978-2-84182-224-9)
- « Camino de Santiago St-Jean-Pied-de-Port - Santiago de Compostela », Michelin et Cie, Manufacture Française des Pneumatiques Michelin, Paris, 2009,  (ISBN 978-2-06-714805-5)
- « Le Chemin de Saint-Jacques Carte Routière », Junta de Castilla y León, Editorial Everest